# Sân bay Lai Châu
Sân bay Lai Châu (Hay Cảng hàng không Lai Châu ) được xây dựng tại Đội 5, thị trấn Tân Uyên, huyện Tân Uyên, tỉnh Lai Châu, Việt Nam. Bộ Giao thông Vận tải Việt Nam và Ủy ban nhân dân tỉnh Lai Châu đã chính thức công bố Quy hoạch sân bay Lai Châu đến năm 2020 và định hướng đến năm 2030.
Sân bay này sẽ có diện tích 117 hécta. Đường băng sẽ có kích thước dài 2000 m, rộng 30 mét, có thể phục vụ các loại máy bay Airbus A220, ATR-72 hoặc loại tương đương.